# Robert Kabara
Robert Wojciech Kabara (ur. 12 stycznia 1964 w Przemyślu) – polski skrzypek, altowiolista, dyrygent i pedagog.
Absolwent Akademii Muzycznej w Krakowie (klasa skrzypiec Eugenii Umińskiej i Kaji Danczowskiej). Uczył się również m.in. u Andre Gertlera i Yehudi Menhina. Laureat i juror międzynarodowych konkursów skrzypcowych. Twórca oraz dyrektor, koncertmistrz, dyrygent i solista orkiestry Sinfonietta Cracovia (1994–2014). Od grudnia 2013 pierwszy dyrygent Śląskiej Orkiestry Kameralnej. Współpracował również z Polish Festival Orchestra i Sinfonią Varsovia. Jako altowiolista występuje m.in. w duecie z Maksimem Wiengierowem. Pedagog na Akademii Muzycznej w Krakowie. Doktor habilitowany od 2011. 
W 2014 „za zasługi w działalności na rzecz rozwoju oraz promocji kultury” odznaczony Srebrnym Krzyżem Zasługi. 

## Wybrane nagrody
- 1986: IX Międzynarodowy Konkurs Skrzypcowy im. Henryka Wieniawskiego w Poznaniu – III nagroda
- 1988: Australia Bicentennial w Adelajdzie – I nagroda
- 1989: Konkurs im. Zino Francescatiego w Marsylii – nagroda specjalna